# Koekrant
De Koekrant was een Amsterdams fanzine dat uitgegeven werd door Diana Ozon en Hugo Kaagman tussen 1977 en 1984.
Het blad was een punk-fanzine, zoals die aan het eind van de jaren zeventig in het Verenigd Koninkrijk en de Verenigde Staten verschenen. Het verschil met deze buitenlandse fanzines was dat de Koekrant ook literair werk publiceerde en niet alleen maar artikelen over mode en muziek.
De Koekrant, die verscheen in de vorm van een stencilwerk of fotokopie, werd telkens uitgegeven onder een andere naam, zoals Koecrandt, Coekrandt, Koekkrant, Koekrand en Coekrant. Dit onderstreepte het ludieke karakter en de onwil om zich in een hokje te laten duwen.
De Koekrant werd gedrukt in de destijds beruchte Zebrapanden in Amsterdam en van daaruit verspreid over de verschillende boekhandels, waaronder de gerenommeerde Athenaeum Boekhandel te Amsterdam, waar het naast de bekende Britse fanzines Sniffin'Glue en Chainsaw in een display lag. Het fanzine werd bovendien ook nog verspreid via de Art-o-Maat, een soort van sigarettenautomaat gevuld met kunstproducten, die op verschillende punten in de stad werd neergezet.
Later verscheen de Nieuwe Koekrant van Johan van Leeuwen. Andere fanzines die rondom dezelfde tijd verschenen zijn Kaaskop, 442 en Kanibaal Journaal.
In totaal zijn er meer dan honderd edities van de Koekrant uitgegeven, waaraan veel alternatieve kunstenaars en schrijvers een bijdrage leverden.